# Edward Lorenz (matematyk)
Edward Norton Lorenz (ur. 23 maja 1917 w West Hartford w Connecticut, zm. 16 kwietnia 2008 w Cambridge, Massachusetts) – amerykański matematyk i meteorolog. Pionier teorii chaosu.

## Życiorys
Studiował matematykę w Dartmouth College, New Hampshire. Po wojnie został profesorem na Massachusetts Institute of Technology.
Miał dwie córki oraz syna. Jego żona zmarła w 2001 roku.

## Dorobek naukowy
Zasłynął swoimi pracami z dziedziny meteorologii, zwłaszcza odkryciem tzw. układu Lorenza.
W roku 1963 Lorenz zbudował równania opisujące zjawiska atmosferyczne, które udowodniły, iż niewielka zmiana w jednym z punktów atmosfery może być przyczyną wielkich zmian w innym jej obszarze. Stwierdził wtedy, że nawet ruch skrzydeł motyla w Singapurze może wywołać burzę nad Karoliną Północną w USA. Od tamtego czasu fakt, że niezwykle małe zaburzenia mogą prowadzić w rezultacie do rewolucyjnych zmian w różnych dziedzinach nauki, zwykło się nazywać „efektem motyla”.
W 1969 otrzymał Medal Carla-Gustafa Rossby, najwyższe odznaczenie Amerykańskiego Towarzystwa Meteorologicznego za podstawowe odkrycia w meteorologii dynamicznej i umożliwienie zrozumienia atmosfery jako układu fizycznego. W 1983 został laureatem Nagroda Crafoorda, a w 1991 Nagrody Kioto w dziedzinie nauk podstawowych.